# Ulota lobbiana
Ulota lobbiana är en bladmossart som beskrevs av Mitten 1859. Ulota lobbiana ingår i släktet ulotor, och familjen Orthotrichaceae. Inga underarter finns listade i Catalogue of Life.